# Jixi (powiat)
Jixi  (chiń. upr. 绩溪县; chiń. trad. 績溪縣; pinyin Jìxī Xiàn) – powiat w południowej części prefektury miejskiej Xuancheng w prowincji Anhui w Chińskiej Republice Ludowej. Liczba mieszkańców powiatu, w 2010 roku, wynosiła 156 127.